# Gemeinkosten der Baustelle
Unter den Gemeinkosten der Baustelle (auch Baustellengemeinkosten oder indirekte Kosten) werden die an einer Baustelle anfallenden Gemeinkosten erfasst, die nicht als Kosten direkt einer Teilleistung zugerechnet werden können. 
Die Baustellengemeinkosten entstehen entweder durch Aufwendungen, die für den Betrieb der Baustelle notwendig sind oder durch die Ausführung der Teilleistungen in Form von Nebenkosten. Wie alle Gesamtkosten, müssen auch die Baustellengemeinkosten in der Baukalkulation zur Ermittlung der Baukosten berücksichtigt werden.
Die Gemeinkosten der Baustelle sind zu unterscheiden nach zeitabhängigen und fixen Kosten.
Typische Gemeinkosten der Baustelle sind:
- Kosten der Baustelleneinrichtung
- Kosten für Technische Bearbeitung und Kontrolle
- Kosten der örtlichen Bauleitung
- Kosten der Vorhaltegeräte